# Maria Teresa Casini
Maria Teresa Casini (Frascati, 27 ottobre 1864 – Grottaferrata, 3 aprile 1937) è stata una religiosa italiana, fondatrice delle Suore oblate del Sacro Cuore di Gesù.
Fu proclamata beata da papa Francesco il 31 ottobre 2015.

## Biografia
Alla nascita le vennero imposti i nomi di Teresa Maria Adelaide Lutgarda. Perse il padre all'età di dieci anni e si trasferì con la famiglia dalla nativa Frascati a Grottaferrata: a 18 anni scelse come suo direttore spirituale Arsenio Pellegrini, basiliano della badia greca di Grottaferrata.
Nel 1886 abbracciò la vita religiosa nel monastero romano delle Clarisse della Santissima Concezione, ma dovette abbandonare il chiostro l'anno successivo per motivi di salute.
Nel 1881 fondò la congregazione delle Oblate del Sacro Cuore di Gesù: inizialmente si trattava di un istituto claustrale, poi i membri si aprirono ad attività di apostolato attivo. Nel 1925 diede inizio a Roma alla famiglia dei Piccoli Amici di Gesù, con il fine di favorire le vocazioni sacerdotali.
Si ritirò definitivamente a Grottaferrata nel 1930 dove, dopo alcuni anni di malattia, morì.

## Il culto
L'inchiesta diocesana sulla beatificazione di madre Casini si è aperta nel 1952 si è chiusa nel 1962; il decreto di introduzione della causa di beatificazione è stato emesso nel 1981.
Il 7 luglio 1997 papa Giovanni Paolo II ha autorizzato la Congregazione per le cause dei santi a promulgare il decreto riguardante le virtù eroiche della Casini, riconoscendole il titolo di venerabile.
Nel 2015 la Santa Sede ha riconosciuto l'autenticità di un miracolo attribuito all'intercessione della religiosa e il 31 ottobre 2015, nella piazza davanti alla cattedrale di San Pietro a Frascati, si è celebrato il rito di beatificazione presieduto dal cardinale Angelo Amato.